# غرنفيل سور لا روج (كيبك)
غرنفيل سور لا روج (بالإنجليزية: Grenville-sur-la-Rouge, Quebec)‏ هي بلدية محلية في كيبيك تقع في كندا في Argenteuil Regional County Municipality. يقدر عدد سكانها بـ 2,746 نسمة ومساحتها 329.40 كم2 .